# Asplenium azoricum
Asplenium azoricum is een varen uit de streepvarenfamilie (Aspleniaceae) uit de Asplenium trichomanes-groep. Het is een endemische soort van de Azoren.

## Naamgeving enetymologie
Het taxon is al in 1838 door K. Hochstetter gevonden en later door verschillende auteurs beschreven als vorm van Asplenium anceps beschreven. Dit taxon maakt deel uit van een groep van sterk op elkaar gelijkende taxa - veelal verschillende combinaties van een beperkt aantal cytotypen - waar pas recent duidelijkheid in begint te komen. Daardoor is A. azoricum pas in 1977 als soort beschreven
De botanische naam Asplenium is afgeleid van Oudgrieks ἄσπληνον, ásplēnon (= miltkruid). De soortaanduiding azoricum is het Latijnse bijvoeglijk naamwoord van de Azoren. Het is een allotetraploid, ontstaan uit Asplenium anceps en een onbekende oudersoort.

## Kenmerken
Asplenium azoricum is een kleine, groenblijvende varen met eenmaal geveerde bladen die tot 35 cm lang kunnen worden. Bladeren van goed uitgegroeide planten zijn groter dan die van verwante soorten. De bladslipjes zijn glanzend groen en lederachtig. De rachis is stevig en donker kastranjebruin gekleurd en heeft alleen twee parallelle vleugels aan de bovenzijde van de steel, waardoor in het midden van de steel een groef wordt gevormd.

## Verspreiding
A. azoricum komt op alle negen eilande van de Azoren voor.

## Habitat
In tegenstelling tot A. trichomanes subsp. quadrivalens die vooral op muren en bij menselijke bewoning voorkomt, wordt A. azoricum met name in (half-)natuurlijke habitats gevonden. Hij houdt van vochtige groeiplaatsen, maar kan desondanks in grote aantallen op de drogere eilanddelen worden aangetroffen. Hij prefereert steile, vochtige hellingen van beschaduwde kloven, waar hij voorkomt samen met de tongvaren en Asplenium onopteris. De varen komt voor van zeeniveau tot 700 meter hoogte, maar is het gewoonst in de lagere delen.
Asplenium anceps is een terrestrische varen die vooral groeit in schaduwrijke, vochtige, subtropische bossen, zoals in de altijdgroenblijvende Laurisilva of laurierbossen, in naaldwouden hoog in de bergen, en in vochtige ravijnen en spleten in noord- tot noordwest georiënteerde vulkanische rotswanden.

## Verwante en gelijkende soorten
Asplenium azoricum kan verward worden met nauw verwante soorten van het geslacht streepvaren, zoals de steenbreekvaren (A. trichomanes subsp. quadrivalens),
waarvan hij verschilt doordat de onderste pinnae van twee oortjes voorzien zijn en de middelste pinnae meer dan tweemaal zo lang als breed met een min of meer duidelijk middennerfje.
De drievoudig gevleugelde bladsteel van A. anceps is een onderscheidend kenmerk A. azoricum.
... · 
A. adiantum-nigrum (Zwartsteel) · 
A. adulterinum · 
A. aethiopicum · 
A. ×alternifolium · 
A. anceps · 
A. aureum · 
A. azoricum · 
A. billotii (Lancetvormige streepvaren) · 
A. bulbiferum · 
A. ceterach (Schubvaren) · 
A. cuneifolium · 
A. filare · 
A. fissum · 
A. fontanum (Genaalde streepvaren) · 
A. foreziense (Forez-streepvaren) · 
A. hemionitis · 
A. jahandiezii · 
A. lepidum · 
A. lolegnamense · 
A. majoricum · 
A. marinum (Zeestreepvaren) · 
A. nidus (Nestvaren) · 
A. obovatum · 
A. octoploideum · 
A. onopteris · 
A. petrarchae · 
A. ruta-muraria (Muurvaren) · 
A. scolopendrium (Tongvaren) · 
A. seelosii · 
A. septentrionale (Noordse streepvaren) · 
A. trichomanes (Steenbreekvaren) · 
A. trichomanes subsp. coriaceifolium · 
A. trichomanes subsp. pachyrachis · 
A. trichomanes subsp. quadrivalens · 
A. trichomanes subsp. trichomanes · 
A. viride (Groensteel) · 
A. viviparum · 
...